# Cerro Chato
Cerro Chato és una ciutat de l'Uruguai que es troba sobre la Cuchilla Grande, i als seus camps arriben les aigües del rierol Cordobés i del Riu Yí. S'ubica a l'encreuament de tres departaments: Treinta y Tres, Florida i Durazno, en una experiència única on es fa necessària la col·laboració entre les tres administracions polítiques.
D'acord amb les dades del cens de 2004, Cerro Chato tenia 1.661 habitants.
Va ser el primer lloc d'Amèrica Llatina en permetre el vot femení, en un plebiscit de 1927 que buscava definir l'autoritat departamental que hauria d'exercir control sobre la ciutat.